# António José Nunes da Glória
António José Nunes da Glória (Portimão, 8 de Março de 1842 — Bensafrim, 3 de Março de 1919), foi um professor, arqueólogo, artista plástico, arquitecto e religioso português.

## Biografia

### Nascimento e formação
Nasceu na vila de Portimão, em 1842. Frequentou o Seminário de Faro, onde estudou história e latim.

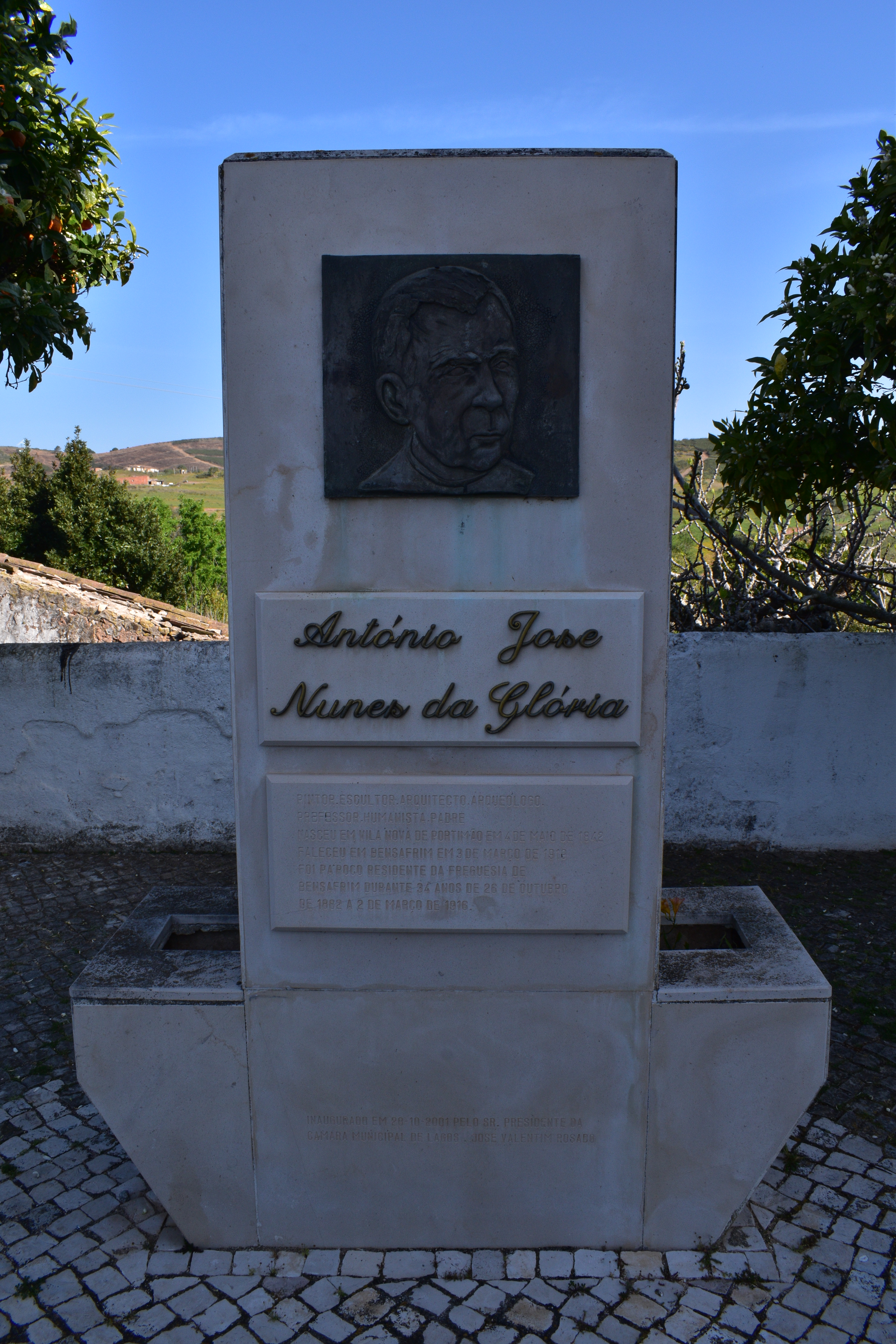
Monumento a António José Nunes da Glória, em Bensafrim.

### Carreira
Exerceu como padre de 1882 a 1916 em Bensafrim, onde também foi presidente da Junta da Paróquia. Também foi pintor, escultor, professor e arquitecto. Foi um dos principais responsáveis pela construção da igreja em Bensafrim, tendo elaborado várias das pinturas e da talha no seu interior. Também colaborou no restauro da Igreja Paroquial de Mexilhoeira Grande, fez trabalhos de conservação em esculturas nas paróquias de Albufeira, Barão de São João e Porches, e pintou diversas telas, como a imagem da Assunção de Nossa Senhora, na paróquia da Mexilhoeira Grande.
Também deu um importante contributo para a arqueologia, tendo sido o autor de várias ilustrações sobre o tema, e participou na identificação e divulgação de várias estruturas e artefactos. Em 1878 iniciou a colaboração com Estácio da Veiga, na documentação da estação arqueológica de Mesquita, na freguesia de Mexilhoeira Grande, tendo depois mantido uma correspondência com aquele investigador, onde apontou a localização de outros sítios arqueológicos e relatou sobre as suas próprias escavações. Com efeito, Nunes da Glória, que estava nessa altura ao serviço da paróquia da Mexilhoeira Grande, fez pesquisas arqueológicas em quase toda a freguesia, inteiramente com recursos financeiros próprios, tendo encontrado vários artefactos que foram totalmente oferecidos a Estácio da Veiga.

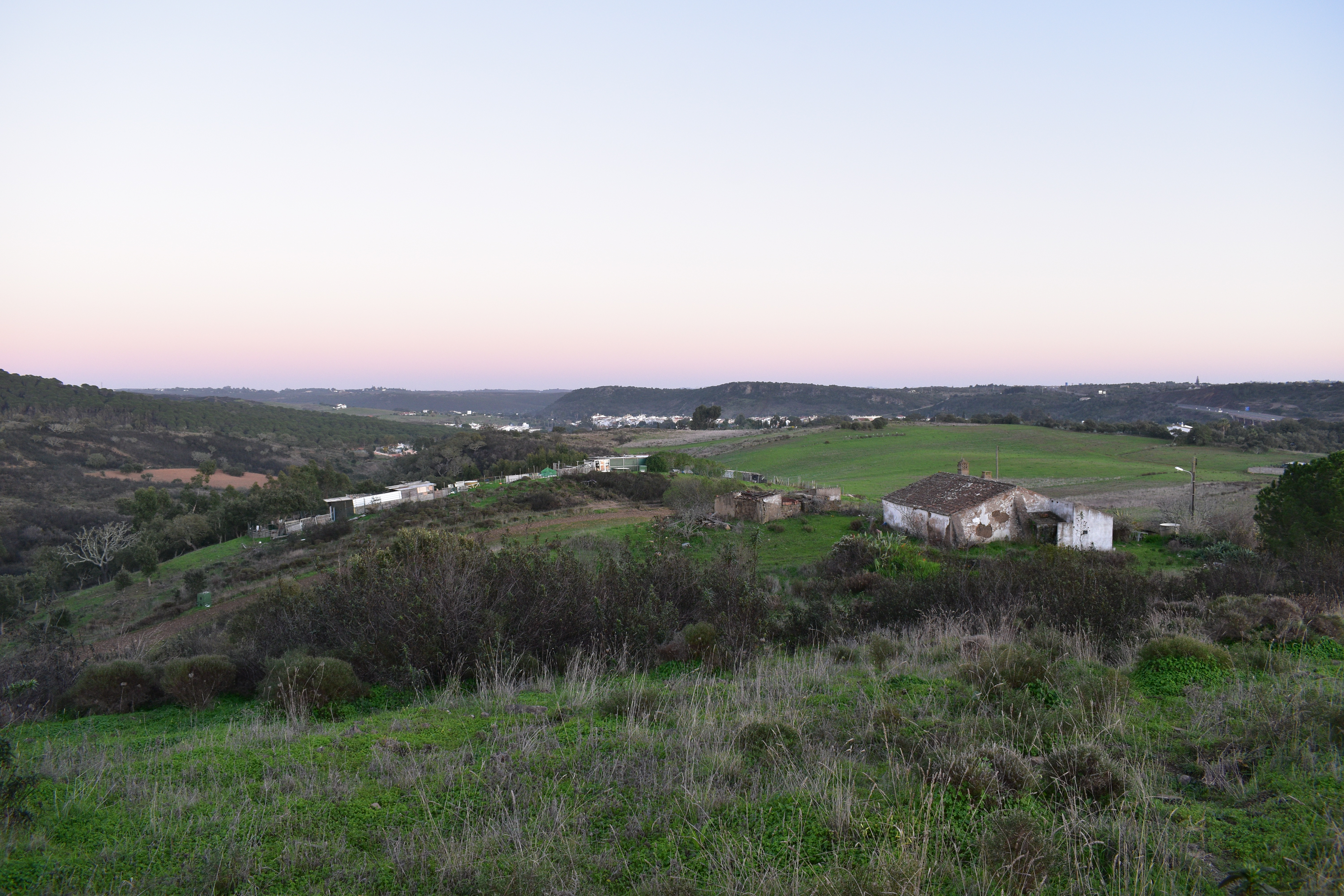
Vista geral do sítio arqueológico da Necrópole romana de Fonte Velha, vendo-se ao fundo a localidade de Bensafrim.

Em 1880, fez o seu principal contributo para a arqueologia quando ordenou a escavação de um outeiro que não lhe parecia natural, descobrindo desta forma um dos Monumentos Megalíticos de Alcalar, do qual fez um minucioso desenho, tal como de vários dos objectos encontrados. As escavações iniciaram-se dois anos depois por Estácio da Veiga, com a colaboração de Nunes da Glória, tendo sido encontrados outras estruturas, que também desenhou. Em Junho de 1882 foi transferido para Bensafrim, e nesse ano ainda, já após a sua promoção a prior daquela paróquia, colaborou em escavações arqueológicas no concelho de Aljezur, tendo feito várias plantas e ilustrações.
Posteriormente, fez as suas próprias pesquisas a pedido de Estácio da Veiga, tendo descoberto várias peças que ofereceu para o futuro Museu Arqueológico do Algarve, que estava nessa altura planeado para o interior do Seminário Episcopal de Faro. Colaborou igualmente com outros investigadores de renome, como José Leite de Vasconcelos e António dos Santos Rocha, tendo apoiado este último durante as escavações na Necrópole romana de Fonte Velha, em Bensafrim. Diversos dos objectos que recolheu foram expostos no Museu Municipal Santos Rocha, na Figueira da Foz, e no Museu Nacional de Arqueologia, em Lisboa.

### Falecimento e homenagens
Faleceu em 1916, na povoação de Bensafrim.
Um monumento em homenagem ao padre Nunes da Glória, da autoria do escultor Tolentino Abegoaria, foi colocado no Largo da Igreja em Bensafrim.